# Biesingen
Biesingen est une localité de la ville allemande de Bad Dürrheim dans l'arrondissement de Forêt-Noire-Baar, située sur le plateau de la Baar.

## Géographie
Biesingen est limitrophe de Sunthausen, Oberbaldingen et Donaueschingen.

## Commune
Le 1er septembre 1971 la commune de Biesingen a fusionné avec la commune de Bad Dürrheim, à la suite de l'acceptation du projet par les conseils municipaux des deux communes.
Le village de Biesingen abrite une église à l'architecture néogothique.